# Versplinter me
Versplinter me (Engels: Fracture Me) is een sciencefictionroman voor jongvolwassenen, uit 2013 van de Amerikaanse schrijfster Tahereh Mafi. Het boek maakt deel uit van de Touching Juliette-trilogie.

## Verhaal
Adam heeft zorgen omdat Juliette blijkbaar meer en meer onbereikbaar lijkt. Hij moet op Omega Point ook nog eens zorgen voor zijn jongere broertje James. Het leven op de basis begint hem te beklemmen. Veel tijd heeft hij niet want er is een aanval gepland op Het Herstel en Adam zal moeten kiezen wie hij eerst moet beschermen, James of Juliette.

## Informatie
Het verhaal wordt deze maal verteld vanuit het oogpunt van Adam en situeert zich in de tijd tussen deel 2 Unravel Me (Breek me) en deel 3 Ignite Me (Vertrouw me). Fracture Me werd op 17 december 2013 oorspronkelijk enkel als e-boek uitgegeven en daarna op 4 februari 2014 samen met Destroy Me (Verwoest me) als dubbelboek onder de titel Unite Me.